# Aalenirhynchia
Aalenirhynchia là một phân chi tay cuộn đã tuyệt chủng được tìm thấy trong địa tầng Aalen ở Gloucestershire, Anh. Địa vị ban đầu của đơn vị phân loại này là một chi, nhưng sau này được xếp lại thành một phân chi của Rhynchonelloidea bởi Williams và cộng sự vào năm 2002.